# Bonaventura Berlinghieri
Bonaventura Berlinghieri (nachweisbar von 1228 bis 1274 in Lucca) war ein italienischer Maler.

## Leben
Bonaventura Berlinghieri war der Sohn des Berlinghiero Berlinghieri, von dem er auch ausgebildet wurde. Gegen 1235 malte er einen Heiligen Franziskus, der sich in der Kirche San Francesco in Pescia befindet und sein einziges gesichertes Werk ist. Gegen 1244 soll er die Privaträume des Erzbischofs von Lucca mit Vögeln und ornamentalen Motiven ausgemalt haben, von denen sich nichts erhalten hat.
Obwohl man deutlich erkennen kann, dass er dem Stil seines Vaters nachfolgte, verstand es Bonaventura nicht seine eigene Individualität umzusetzen, so dass seine Bilder der byzantinischen Malerei näher stehen, als dessen Werke. Trotzdem war auch er stilbildend für die nachfolgende Malergeneration und beeinflusste sogar, besonders in Florenz, hochrangige Maler, wie z. B. den Meister des Bardi-Altars.
Ausgehend von seinem einzigen gesicherten Werk, versuchte die Forschung ihm noch einige weitere Werke zuzuschreiben.

## Ausgewählte Werke
- Florenz, Galleria degli Uffizi
  - Doppeltafel: Maria mit dem Kinde und Heiligen; Die Kreuzigung Christi. um 1260 – 1270
- Pescia, San Francesco
  - Der heilige Franziskus mit Szenen aus seinem Leben.
- Rom, Palazzo Barberini
  - Kruzifix.
- Tereglio, Pfarrkirche
  - Kruzifix.

## Der Heilige Franziskus

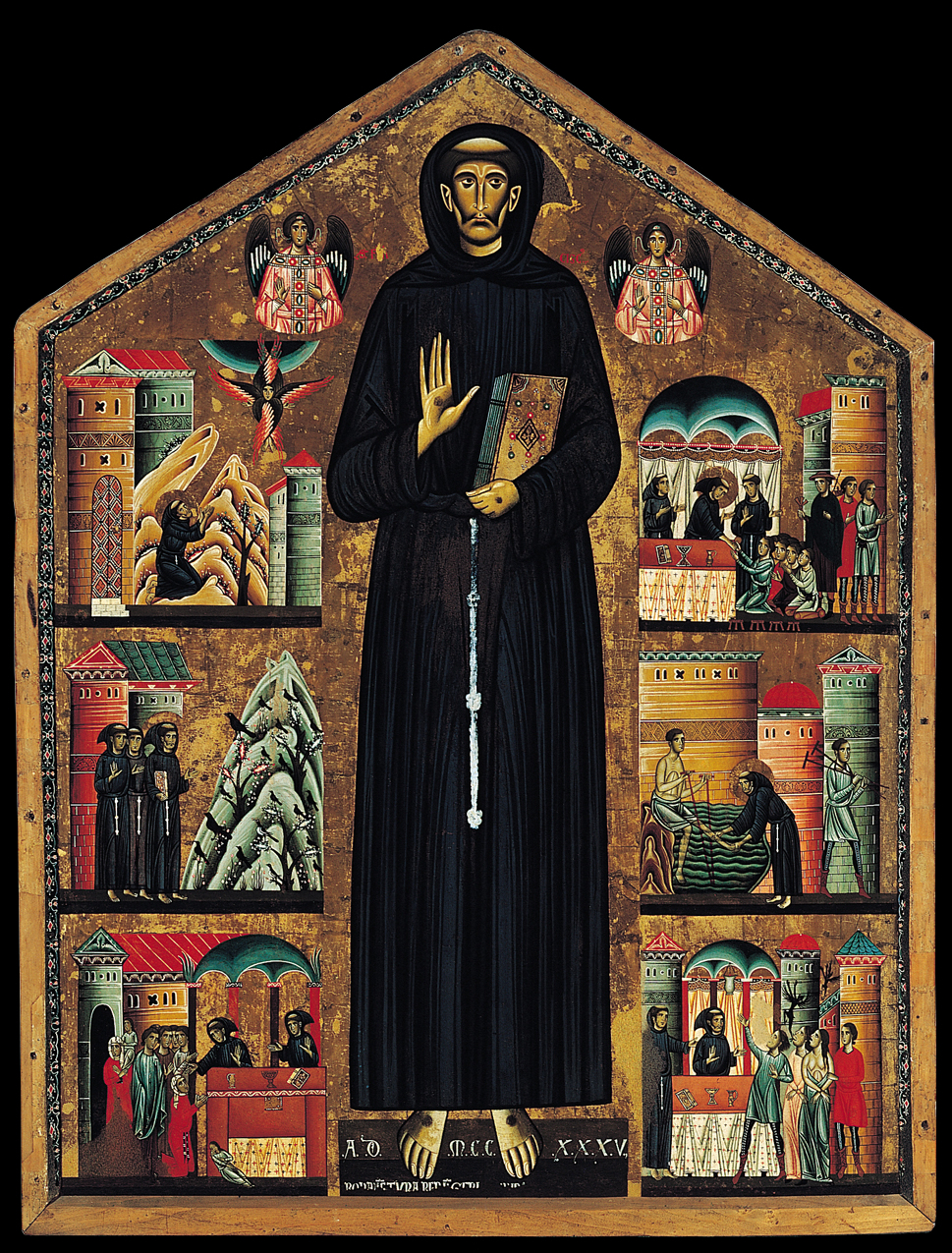
Der hl. Franziskus und Szenen aus seinem Leben. Altarretabel, 1235, 160 × 123 cm, Pescia, San Francesco

Das Altarretabel des heiligen Franziskus von 1235 ist weniger Porträt als eine Zusammenfügung von Erkennungsmerkmalen: raues graubraunes Habit, Gürtelstrick mit drei Knoten, die Armut, Keuschheit und Gehorsam symbolisieren, Hände und Füße mit Wundmalen gezeichnet, asketisches Gesicht mit schütterem Bart und Tonsur im Haar. Drei kleine Szenen auf jeder Seite erzählen dem Betrachter, wie der hl. Franziskus die Wundmale empfing. Bei diesem Werk handelt es sich um den Griechischen Stil (maniera greca), von dem die italienische Kunst sich, wie Autoren der Renaissance später behaupten, durch Giotto befreit wurde. Dieses Gemälde ist nur neun Jahre nach dem Tod des Heiligen Franz von Assisi entstanden und nach Erinnerungen an diesen gemalt. 
1283, vierzig Jahre später, entstand von einem unbekannten Künstler ein Gemälde in der Santa Chiara in Assisi vom gleichen Typus mit der Nachfolgerin von Franziskus, der heiligen Klara.